# Sakae
Sakae (栄町?) è una cittadina giapponese della prefettura di Chiba.